# Damernas höga hopp i simhopp vid olympiska sommarspelen 1972
Damernas höga hopp i de olympiska simhoppstävlingarna vid de olympiska sommarspelen 1972 hölls den 1-2 september i Olympia Schwimmhalle.

## Medaljörer
| Event              | Guld                 | Silver                          | Brons                      |
| 10 meter höga hopp | Ulrika Knape Sverige | Milena Duchková Tjeckoslovakien | Marina Janicke Östtyskland |

## Resultat
| Placering | Hoppare                            | Kval   | Kval      | Final            | Final            | Final            |
| Placering | Hoppare                            | Poäng  | Placering | Poäng            | Placering        | Totalt           |
| --------- | ---------------------------------- | ------ | --------- | ---------------- | ---------------- | ---------------- |
| 1         | Ulrika knape (SWE)                 | 218,31 | 2         | 171,69           | 1                | 390,00           |
| 2         | Milena Duchková (TCH)              | 225,00 | 1         | 145,92           | 4                | 370,92           |
| 3         | Marina Janicke (GDR)               | 206,73 | 3         | 153,81           | 2                | 360,54           |
| 4         | Janet Ely (USA)                    | 204,33 | 6         | 148,35           | 3                | 352,68           |
| 5         | Micki King (USA)                   | 205,08 | 5         | 141,30           | 5                | 346,38           |
| 6         | Sylvia Fiedler (GDR)               | 206,07 | 4         | 135,60           | 8                | 341,67           |
| 7         | Nancy Robertson (CAN)              | 196,26 | 7         | 137,76           | 6                | 334,02           |
| 8         | Ingeborg Pertmayr (AUT)            | 185,19 | 12        | 135,84           | 7                | 321,03           |
| 9         | Kathleen Rollo (CAN)               | 187,62 | 11        | 129,69           | 9                | 317,31           |
| 10        | Alla Selina (URS)                  | 188,13 | 9         | 126,63           | 10               | 314,76           |
| 11        | Elzbieta Wierniuk (POL)            | 188,10 | 10        | 121,98           | 11               | 310,08           |
| 12        | Beverly Williams (GBR)             | 188,58 | 8         | 112,68           | 12               | 301,26           |
| 13        | Natalija Kuznetsova-Lobanova (URS) | 184,02 | 13        | Gick inte vidare | Gick inte vidare | Gick inte vidare |
| 14        | Beverly Boys (CAN)                 | 183,99 | 14        | Gick inte vidare | Gick inte vidare | Gick inte vidare |
| 15        | Maxie Michael (FRG)                | 183,48 | 15        | Gick inte vidare | Gick inte vidare | Gick inte vidare |
| 16        | Melania Decuseara (ROU)            | 182,82 | 16        | Gick inte vidare | Gick inte vidare | Gick inte vidare |
| 17        | Regina Krajnow (POL)               | 179,79 | 17        | Gick inte vidare | Gick inte vidare | Gick inte vidare |
| 18        | Helen Koppell (GBR)                | 178,17 | 18        | Gick inte vidare | Gick inte vidare | Gick inte vidare |
| 19        | Tatjana Sjtyreva (URS)             | 177,33 | 19        | Gick inte vidare | Gick inte vidare | Gick inte vidare |
| 20        | Bertha Baraldi (MEX)               | 174,21 | 20        | Gick inte vidare | Gick inte vidare | Gick inte vidare |
| 21        | Cynthia Potter (USA)               | 173,82 | 21        | Gick inte vidare | Gick inte vidare | Gick inte vidare |
| 22        | Laura Kivelä (FIN)                 | 172,65 | 22        | Gick inte vidare | Gick inte vidare | Gick inte vidare |
| 23        | Keiko Otsubo-Osaki (JPN)           | 168,24 | 23        | Gick inte vidare | Gick inte vidare | Gick inte vidare |
| 24        | Ursula Sapp (FRG)                  | 162,39 | 24        | Gick inte vidare | Gick inte vidare | Gick inte vidare |
| 25        | Carmen-Belen Nuñez (ESP)           | 157,95 | 25        | Gick inte vidare | Gick inte vidare | Gick inte vidare |
| 26        | Glenise Jones (AUS)                | 157,20 | 26        | Gick inte vidare | Gick inte vidare | Gick inte vidare |
| 27        | Annita Smith (NED)                 | 156,99 | 27        | Gick inte vidare | Gick inte vidare | Gick inte vidare |